# Església de Sant Francesc de Porto
L'Església de Sant Francesc (en portuguès: Igreja de São Francisco) és l'església de l'antic convent de Sant Francesc. És dels pocs edificis medievals que encara es conserven a Porto i l'única església gòtica. Fou classificada com a Monument Nacional el 1910. Està inclosa dintre del conjunt del centre històric de Porto, classificat com a Patrimoni de la Humanitat per la UNESCO el 1996.

## Història
L'arribada dels frares franciscans a la ciutat de Porto tingué lloc pràcticament al mateix temps que l'establiment de l'orde a les ciutats més populoses del sud de Portugal (Lisboa i Santarém). Hi ha testimonis de la seva presència a la ciutat des del 1223.
El bisbe de Porto, Pedro Salvadores s'oposà a l'establiment de l'orde a la ciutat. Algú donà als frares un terreny en una zona de la ciutat anomenada Redondela, però, en iniciar l'obra, el bisbe l'embargà per manca d'autorització del bisbat. Els franciscans recorregueren al rei Sanç II qui ordenà prosseguir l'edificació argumentant que Redondela es trobava més enllà del Riu da Vila i, per tant, fora de la jurisdicció episcopal. El bisbe no acatà la sentència i expulsà violentament els frares de la ciutat.
Passaren 12 anys en qüestions legals, recursos i Va caldre una butlla papal, la Butlla Doelentis accepimus pel Papa Innocenci IV per a restaurar als franciscans els terrenys que els havien estat donats. Els frares tornaren de Vila Nova de Gaia on s'havien aquarterat i acabaren el seu modest convent amb un temple de dimensions reduïdes i, molt probablement, d'una sola nau.
El rei Ferran I concedí a l'orde, en una carta regia, l'aplicació dels residus dels testaments de Porto. Mercès a aquests fons es procedí a la construcció del temple que avui subsisteix. Les obres s'iniciaren el 1383 i seguiren fins al 1425, data en què sembla haver estat acabades la capçalera, la rosassa i d'altres obres gòtiques. L'edifici resultant amplià considerablement l'anterior església. La cort tenia simpatia pels franciscans i quan el rei Joan I visitava Porto s'allotjava en aquest convent.
Els segles següents l'església de Sant Francesc va ser objecte de diverses campanyes artístiques que no li alterarien l'estructura.
Durant els segles XV i XVI, les famílies importants de la ciutat elegiren l'església per a fer els seus panteons.
El convent fou cap de la província dels franciscans claustrals, però després de la seva extinció (1567) s'integrà a la província dels observants.
Però, la principal campanya moderna tingué lloc els segles xvii i xviii. Tot l'interior fou objecte d'una remodelació radical, revestint-lo de talla i formant una espècie de caixa d'or i un dels més bells interiors barrocs del país. Es construïren, aleshores, els principals retaules de talla daurada. D'altres actualitzacions estètiques menors es feren al llarg del segle xviii com ho prova el portal principal.
El segle xix, amb l'extinció dels ordes religiosos i un violent incendi ocorregut el 1833 a conseqüència del setge de Porto per les tropes miquelistes (partidàries del rei Miquel I), el convent entrà en decadència. El claustre fou demolit i al seu lloc es construí el Palau de la Borsa i l'església fou utilitzada per a diversos usos com el de magatzem de la duana de la ciutat.
El 1957, el DGMN, endegà una important restauració. Al contrari del que va passar a la majoria dels monuments portuguesos d'origen medieval, on tota l'obra post-medieval va ser sacrificada, a l'Església de Sant Francesc tot fou mantingut. Constitueix un exemple dels principis tradicionals de les construccions franciscanes; reservar pels religiosos l'austeritat del convent; enriquir i dignificar la casa de Déu, el temple.

## Arquitectura

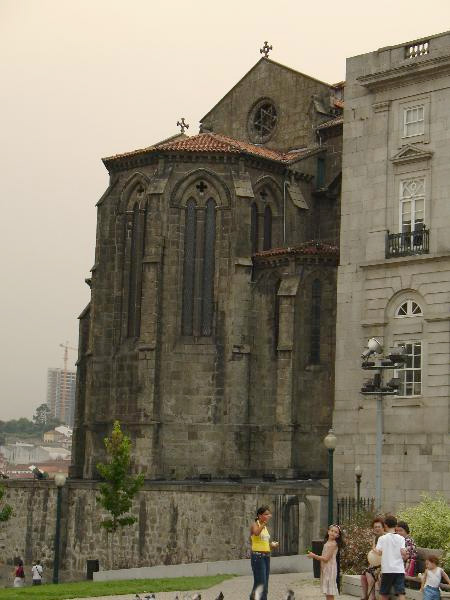
Absis gòtic.

La façana principal està reforçada per dos contraforts esglaonats (la mateixa solució és utilitzada com a reforç del transsepte, absis i absidioles. A la façana principal es pot admirar una bella rosassa gòtica compartimentada en dotze seccions per columnetes radials unides per arcs. El segle xviii s'afegí el portal-retaule del frontispici. D'estil barroc, té dos pisos, el primer flanquejat per columnes salomòniques geminades i el segon amb una fornícula amb la imatge de Sant Francesc flanquejada per columnes salomòniques i mènsula. Sobre la cornisa hi ha un estilòbat ressaltat on reposen mènsules i columnes salomòniques. El frontó doblement interromput enquadra l'escut d'armes de l'orde. La construcció del Palau de la Borsa tapà un terç de la façana corresponent a una de les naus laterals.
Al llarg de la façana lateral sud, de cara al riu, corre la cornisa descansada sobre permòdols. Té un portal molt simple amb tres arquivoltes ogivals i finestres altes. La motllura interior està decorada amb relleus d'estil mudèjar. El portal té un gablet decorat amb un pentagrama. A la façana posterior, damunt de l'altar, hi ha un altre pentagrama, dins d'una petita rosassa, delineat amb traceria.
Té tres naus de cinc trams, essent la central més alta que les laterals i amb cobertura de fusta, de dues aigües. Les naus estan formades per deu trams d'arcs ogivals que descansen en columnes fasciculades i amb capitells zoomòrfics i fitomòrfics, quatre de les quals demarquen el cor alt. El transsepte, és sortint i profusament il·luminat i la capçalera, tripartida (absis i dues absidioles poligonals amb grans llucanes dobles), amb l'altar major més profund i cenyit per grans contraforts. La llum del transsepte ve només del finestral del costat sud, ja que el del nord quedà tapat pel Palau de la Borsa. El revestiment de talla del sostre de la nau central i del transsepte data del 1732.
El model planimètric adoptat fou el ja assajat a diversos temples gòtics del país, a partir del gòtic mendicant del segle xiii. Però l'església de Sant Francesc posseeix una marca regional important característica del gòtic del Nord de Portugal.

## Art

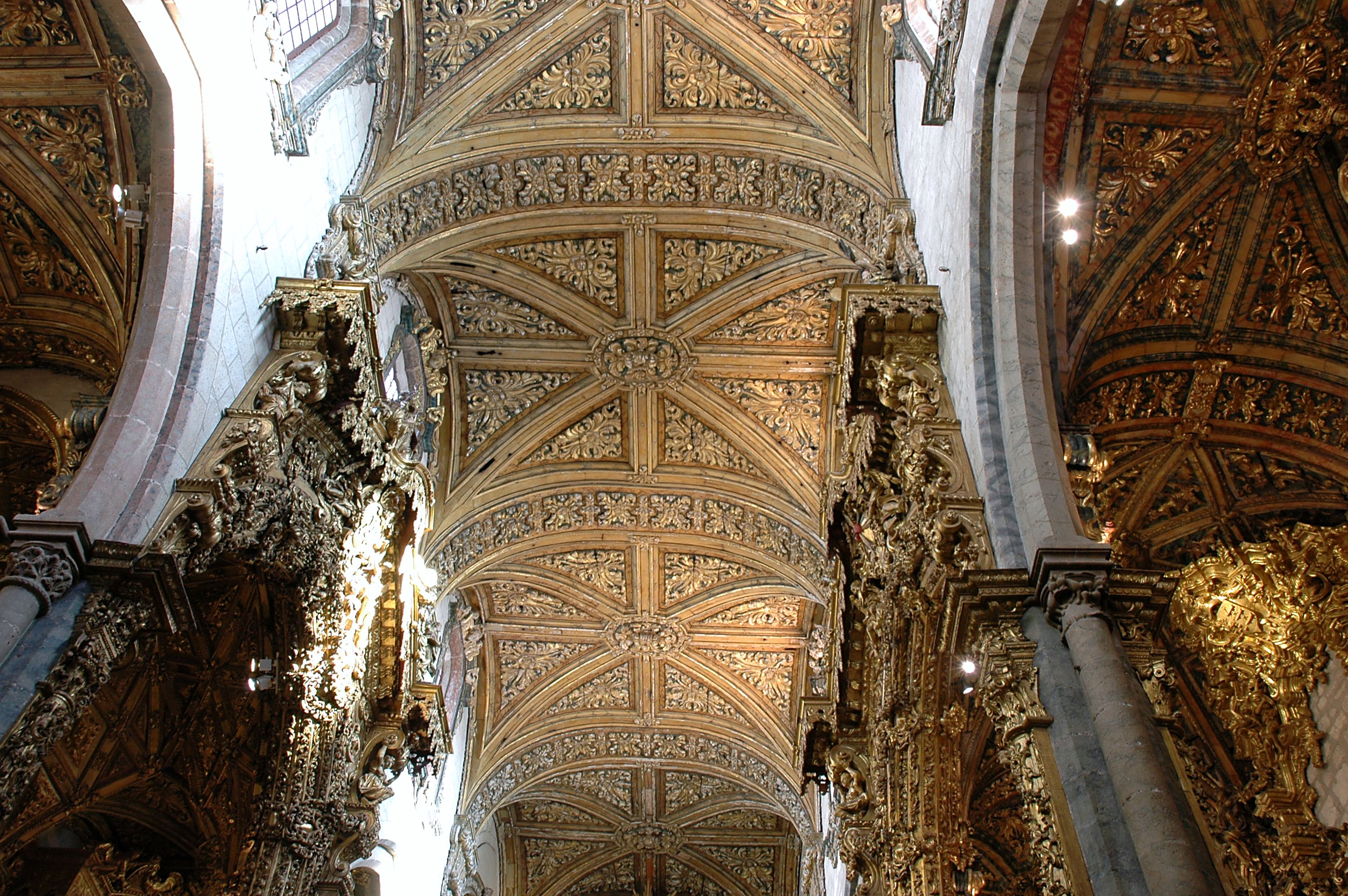
Talla daurada al sostre i parets

Una estàtua policroma de granit (segle xiii) de Sant Francesc d'Assís, a l'interior de l'església, prop de l'entrada en una capella barroca, és una resta de la primera església.
A la nau del costat de l'Evangeli (esquerre) es troba la Capella de Nostra Senyora de la Concepció o de l'Arbre de Jessè quina talla és obra d'António Gomes i Filipe da Silva. Es tracta d'una reformulació sobre una obra preexistent, feta entre el 1718 i el 1721. Constitueix l'exemple més exuberant d'aquesta temàtica a Portugal. També comptà amb la participació de l'escultor bracarense Manuel Carneiro Adão qui executà les escultures (1719). Es tracta d'una talla policroma que representa l'arbre genealògic de Jesús, amb dotze reis de Judà connectats per les branques de l'arbre al cos jacent de Jessè. A la part superior de l'arbre hi és Josep, sota una imatge de la Verge i el Nen. Les fornícules que flanquegen aquest arbre contenen estàtues de Santa Anna i Sant Joaquim (pare i mare de Maria) i de quatre doctors franciscans que escrigueren sobre la Immaculada Concepció.

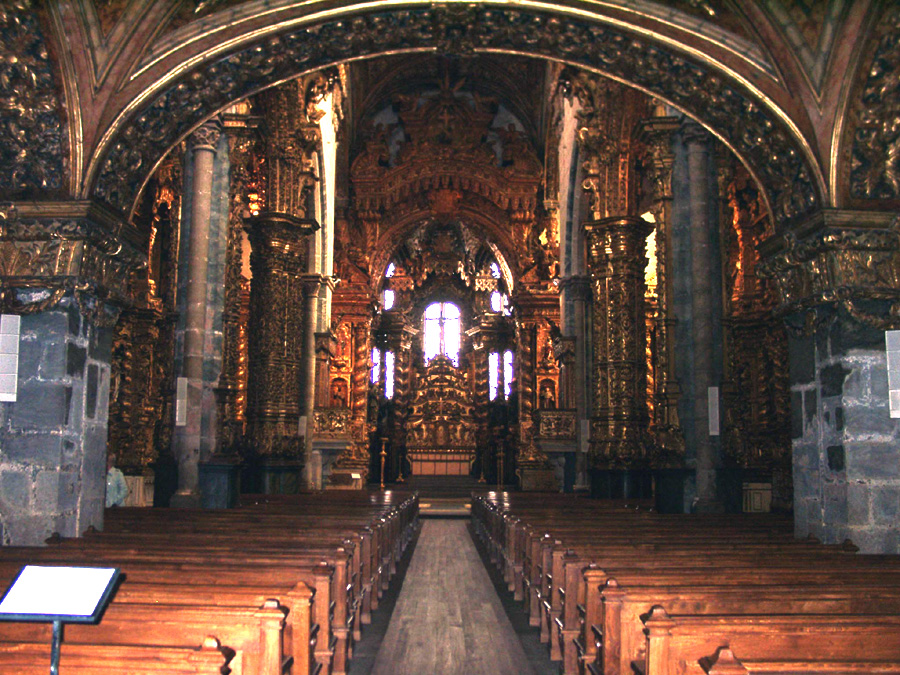
Interior de l'església amb l'altar al fons.

Al costat d'aquest espectacular conjunt es troba el Retaule de Nostra Senyora del Roser, del 1740 (anteriorment anomenat de Nostra Senyora de Gràcia) on es pot admirar una pintura mural d'inicis del segle xv atribuïda a António Florentim, pintor reial de Joan I. És una de les més antigues pintures murals que es conserven al país. A continuació trobem el Retaule de Nostra Senyora dels Socors (abans conegut per de Nostra Senyora del Rosari dels Esclaus), del 1743. Tots dos retaules són obra de l'entallador Manuel da Costa Andrade, segons disseny de l'arquitecte Francisco do Couto e Azevedo.
A la nau oposada, del costat de l'Epístola, es troba al centre la Capella de Nostra Senyora de la Solitud, un dels millors exemplars de rococó portuenc, obra de Francisco Pereira Campanhã (1764). A banda i banda es troben dos retaules del 1750, de Manuel Pereira da Costa Noronha: el de Nostra Senyora de l'Anunciació (abans anomenat de Nostra Senyora de l'Encarnació) i el dels Sants Màrtirs del Marroc.
Al transsepte, a la dreta hi ha la Capella dels Reis Màgics i a l'esquerra la Capella dels Carneiros. El segle xvi es construeix la Capella dels Carneiros o de Sant Joan Baptista encarregada per João Carneiro i d'autoria de Diogo de Castilho. Té un bell portal i està coberta per una volta de creueria d'estil manuelí. El retaule barroc de la capella té una pintura del segle xvi representant el Baptisme de Crist.
Malgrat que el treball de talla no presenti coherència estilística, la gran qualitat que exhibeix, fruit dels millors tallers portuencs, forma un conjunt que permet observar la seva evolució, constituint-se un veritable museu de talla daurada.